# Heinrich Lankenau

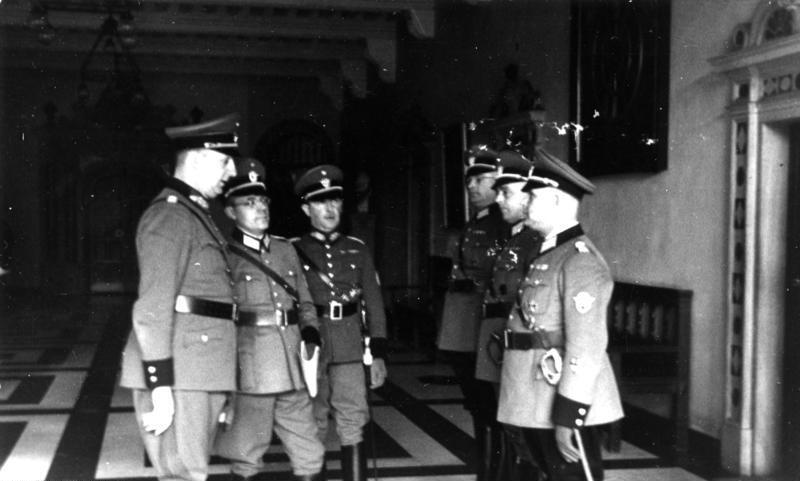
Heinrich Lankenau (2.v.l.) zwischen Kurt Daluege und Adolf von Bomhard (1937)

Heinrich Bernhard Lankenau (* 11. Oktober 1891 in Hatten, Kreis Oldenburg; † 16. April 1983 in Bad Salzuflen) war ein deutscher Polizeigeneral, zuletzt im Rang eines SS-Gruppenführers und Generalleutnant der Polizei.

## Leben

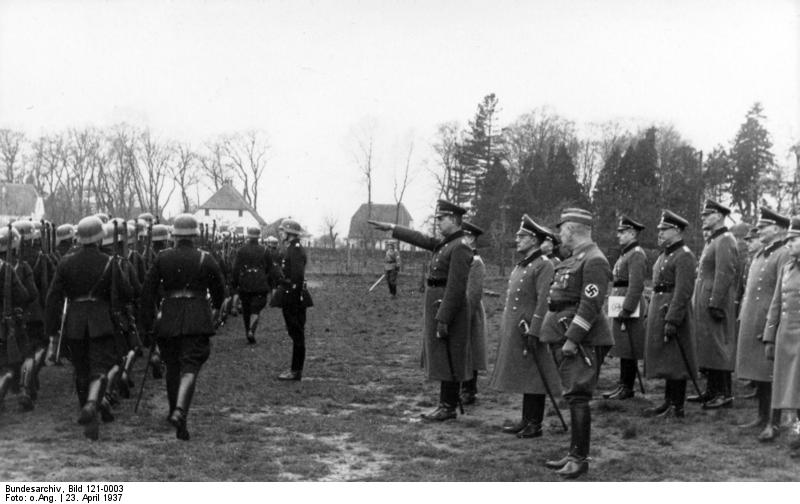
Heinrich Lankenau (rechts hinter Daluege) bei einem Vorbeimarsch der Bremer Schutzpolizei (1937)

Heinrich Lankenau besuchte die Volksschule, Höhere Bürgerschule und das Gymnasium in Wilhelmshaven, wo er im März 1911 das Abitur ablegte. Danach war er Einjährig-Freiwilliger. Ab 1912 studierte er an den Universitäten Tübingen und Berlin Philologie und Theologie. Er nahm am Ersten Weltkrieg teil und wurde unter anderem 1914 mit dem Eisernen Kreuz I. Klasse ausgezeichnet. Er gehörte zum Kriegsende 1918 zur Garde-Kavallerie-Schützen-Division, aus der viele Freikorps-Mitglieder hervorgingen. Lankenau schloss sich der im März 1919 in Hamburg gebildeten Freiwilligen Wachabteilung Bahrenfeld an, der ungefähr 300 kriegserfahrene Unteroffiziere und Soldaten sowie freiwillige junge Hamburger aus der Oberschicht angehörten. Die Wachabteilung Bahrenfeld wurde im Juni 1919 in das Reichswehr-Jäger-Bataillon „Groß-Hamburg“ umgewandelt. Andere Mitglieder der Wachabteilung Bahrenfeld, die später im Nationalsozialismus Karriere machen sollten, waren der Franco-Verbindungsmann Johannes Bernhardt, der Polizeigeneral und SS-Brigadeführer Walther Bierkamp und der SS-Gruppenführer und Einsatzgruppenchef Bruno Streckenbach. Lankenau wurde 1912 Mitglied der Landsmannschaft Ghibellinia Tübingen und schloss sein Studium der Theologie und der Philosophie ab. Er wurde 1926 an der Universität Tübingen mit einer polizeihistorischen Arbeit promoviert. Von 1921 bis 1925 war er Mitglied im Stahlhelm.
Lankenau war nach dem Ausscheiden aus der Armee 1919 am Aufbau der Oldenburgischen Ordnungspolizei beteiligt, die sich zunächst zur Weimarer Republik bekannte. Von 1919 bis 1928 war er Adjutant des Orpo-Kommandeurs Oskar Wantke. Von 1932 bis 1933 leitete er die Polizeiabteilung im Staatsministerium des Inneren. 1932 unternahm Lankenau im Auftrag von Carl Röver, des nationalsozialistischen Ministerpräsidenten des Landes Oldenburg, den Versuch, im Land die SA als Hilfspolizei zu institutionalisieren. Lankenau trat zum 1. Mai 1933 der NSDAP bei (Mitgliedsnummer 2.856.288). Ab Herbst 1934 war Lankenau Kommandeur der Schutzpolizei Oldenburg und ab Herbst 1935 in Bremen und ab Herbst 1937 in München. Ab 1936 hatte er den Rang eines Obersts inne. Ab Januar 1933 war er für ein Jahr Staatskommissar für die Landessicherheit in Oldenburg und leitete von 1933 bis 1935 die Gestapo in den Landesteilen Oldenburg, Lübeck und Birkenfeld.
Im November 1938 trat Lankenau der SS im Dienstrang eines SS-Standartenführers bei (SS-Nummer 310.496), das entspricht dem militärischen Dienstrang eines Obersts. Ab August 1939 war Lankenau dem Stab des SS-Oberabschnitts „West“ zugeteilt.
Ab Frühjahr 1939 war Lankenau Inspekteur der Ordnungspolizei (IdO) in Münster, wo er im April 1940 zum Befehlshaber der Ordnungspolizei (BdO) im Wehrkreis VI ernannt wurde. Dieser umfasste Westfalen, das nördliche Rheinland sowie Ost-Belgien und war der größte und bevölkerungsreichste der 17 Polizeibereiche (identisch mit den Wehrkreisen) im Deutschen Reich in den Grenzen von 1940. Sein Dienstsitz war die Villa ten Hompel in Münster. Zeitgleich zu seiner Ernennung zum BdO wurde er zum SS-Oberführer befördert. Im Oktober 1940 folgte dann die Beförderung zum Generalmajor der Polizei, im März 1941 folgte die Beförderung zum SS-Brigadeführer.
Im Dezember 1942 wurde Lankenau als Nachfolger von SS-Brigadeführer und Generalmajor der Polizei Otto Schumann zum Befehlshaber der Ordnungspolizei beim Reichskommissar für die besetzten niederländischen Gebiete mit Dienstsitz in Den Haag ernannt. Im April 1943 wurde er sowohl zum SS-Gruppenführer als auch zum Generalleutnant der Polizei befördert. Im Januar 1944 wurde Lankenau in dieser Dienststellung von SS-Brigadeführer und Generalmajor der Polizei Hellmut Mascus abgelöst. Er erlebte das Kriegsende als mit der Wahrnehmung der Geschäfte beauftragter Landrat im münsterländischen Beckum.
Nach Kriegsende wurde Lankenau interniert. 1947 nahm ihn die evangelische Kirche wieder auf, aus der er 1942 ausgetreten war. Nach der Freilassung aus der Internierung 1948 arbeitete er als Vertreter für die Beckumer Zementindustrie. 1957 verfasste er ein Buch zur Geschichte der Ordnungspolizei im Zweiten Weltkrieg. Dabei versuchte Lankenau in seiner Darstellung – wie auch andere westdeutsche Autoren der Zeit – den Eindruck zu erwecken, die Polizeibataillone seien „sauber geblieben“. Sein Buch übergeht unter anderem die „Mordeinsätze“ des Polizeibataillons 61 aus Dortmund, also Lankenaus Befehlsbereich, und enthält teilweise falsche Angaben. Das Polizeibataillon 61 war 1942 – während Lankenaus Dienstzeit als BdO in Münster – für zehn Monate als Wachmannschaft um das Warschauer Ghetto eingesetzt.